# Hyllus taysonensis
Espèce
Hyllus taysonensis est une espèce d'araignées aranéomorphes de la famille des Salticidae.

## Distribution
Cette espèce est endémique de la province de Bình Định au Viêt Nam,. Elle se rencontre vers Phú Phong.

## Description
Le mâle holotype mesure 5,83 mm et la femelle paratype 7,36 mm.

## Systématique et taxinomie
Cette espèce a été décrite par Hoang en 2025.

## Étymologie
Son nom d'espèce, composé de tayson et du suffixe latin -ensis, « qui vit dans, qui habite », lui a été donné en référence au lieu de sa découverte, le district de Tây Sơn.

## Publication originale
- Hoang, 2025 : « Review of Hyllus C.L. Koch, 1846 in Vietnam, with descriptions of three new species (Araneae: Salticidae). » European Journal of Taxonomy, vol. 981, p. 280-299 (texte intégral).